# 愛さずにいられない -Still be hangin' on-
「愛さずにいられない -Still be hangin' on- 」（あい - スティル・ビー・ハンギン・オン）は、SHOW-YA7枚目のシングル。1988年6月25日に東芝EMI/EASTWORLDから発売された。

## 解説
ジャーニーのジョナサン・ケインとチープ・トリックのリック・ニールセンより「We'll Still Be Hangin' On」を提供され、寺田恵子が日本語に訳した。
C/W曲「GET DOWN」はギターの五十嵐美貴が唯一、単独で作詞を担当。

## 収録曲
全編曲：松下誠・SHOW-YA
1. 愛さずにいられない -Still be hangin' on- 
作詞・作曲：ジョナサン・ケイン、リック・ニールセン 日本語詞：寺田恵子
2. GET DOWN
作詞・作曲：五十嵐美貴